# Dolerus genucinctus
Dolerus genucinctus är en stekelart som beskrevs av Ernst Gustav Zaddach 1859. Dolerus genucinctus ingår i släktet Dolerus, och familjen bladsteklar. Arten är reproducerande i Sverige.